# Speiseeis

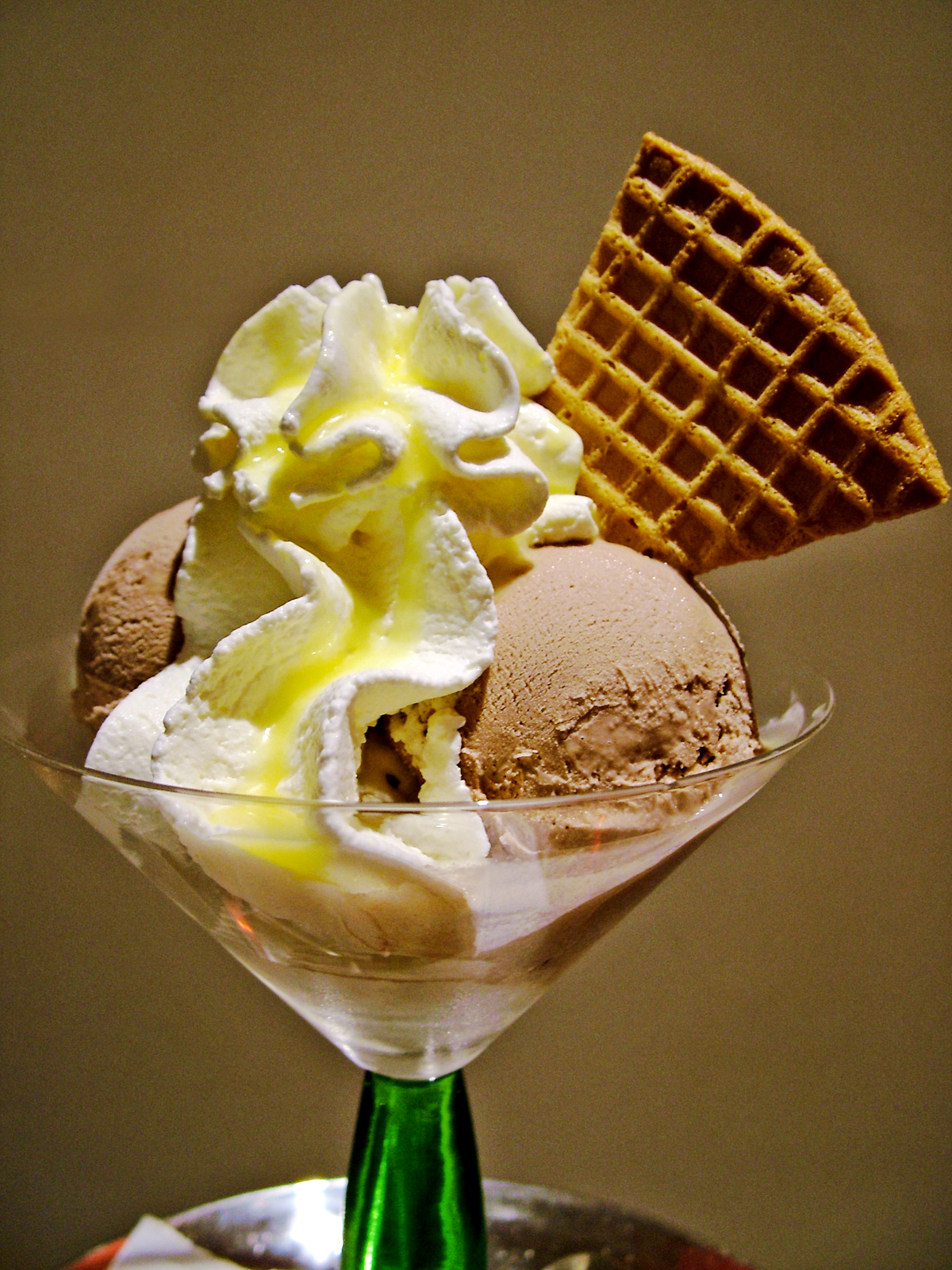
Eisbecher mit Kugeln aus Schokoladeneis, Sahne, Eierlikör und Waffel

Speiseeis, in der Schweiz und Luxemburg die Glace [ˈɡlasə] (aus dem Franz.), veraltet Gefrorenes, ist eine Zubereitung aus verschiedenen Zutaten, die durch einen Gefrierprozess in einen festen oder pastenförmigen Zustand gebracht wird. Aus Speiseeis werden Eisspeisen hergestellt.
Die Zutaten eines Speiseeises sind vorwiegend Flüssigkeiten wie Wasser, Milch, Sahne, gelegentlich auch Lagerbutter und eventuell Eigelb, verrührt mit Zucker und verschiedenen geschmacksgebenden Zusätzen wie Fruchtmus, Vanille oder Schokolade. Um diese Emulsion besser zu einer Creme verbinden zu können, fügt man heute häufig natürliche Verdickungsmittel wie Stärkesirup, Pektin oder Johannisbrotkernmehl hinzu. Durch Schlagen bzw. Rühren bei gleichzeitiger Kühlung der Grundmasse und der Lebensmittelzusatzstoffe entsteht eine Creme mit kleinen Eiskristallen.

## Geschichte

### Anfänge

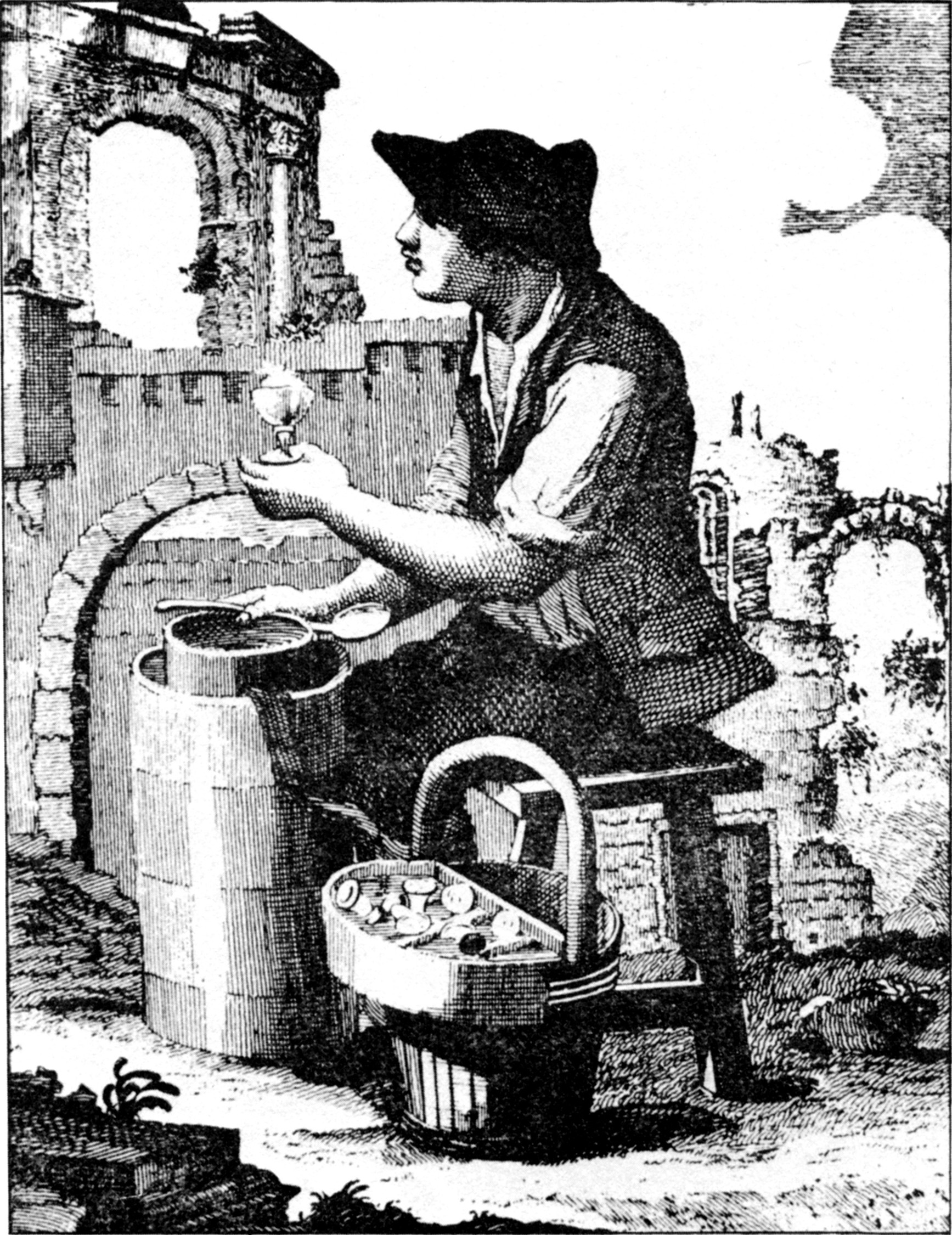
Eisverkäufer in Rom, um 1820

Das erste Speiseeis gab es vermutlich im antiken China. Die chinesischen Herrscher ließen große Eislager anlegen. Das dem Sorbet ähnelnde Speiseeis war aber auch in der europäischen Antike bekannt. Der griechische Dichter Simonides von Keos beschreibt es als Gletscherschnee mit Zutaten wie Früchten, Honig oder Rosenwasser. Belegt ist auch Alexander des Großen und Hippokrates’ Vorliebe für Wassereis. Letzterer verschrieb seinen Patienten das damalige Speiseeis sogar als Schmerzmittel. Die römischen Kaiser ließen sich von Schnellläufern Schnee und Eis von den Apenninen zur Eisherstellung bringen.
Mit dem Untergang des Römischen Reiches ging das Wissen über die Zubereitung eisgekühlter Speisen und Getränke dort verloren. Die Kreuzfahrer brachten das Rezept für Scherbet, ursprünglich eine Mischung aus Fruchtsirup und Schnee, nach Europa. Die Zubereitung derart gekühlter Getränke soll im arabischen Raum von China übernommen worden sein. Im 11. Jahrhundert war die Verwendung von Eis in den Haushalten der Oberschicht dort weit verbreitet. Im Sommer wurde Eis in Stangenform oder als „Schnee“ von Straßenverkäufern angeboten.
Ende des 13. Jahrhunderts beschrieb Marco Polo (1254–1324) die Herstellung einer Kältemischung aus Schnee oder Wasser und Salpeter, die er in China kennengelernt hatte. Speiseeis aus Wasser und Fruchtsaft oder -püree (Granita) wurde zu einer italienischen Spezialität, die angeblich im 16. Jahrhundert von Katharina von Medici (1519–1589) nach Paris mitgebracht wurde. Für diese Theorie gibt es jedoch keine schriftlichen Belege. Ein deutschsprachiges Kochbuch von Anna Wecker mit dem Titel Ein köstlich new Kochbuch von allerhand Speisen, das 1597 erschien, enthielt bereits ein Rezept für eisgekühlten Milchrahm, also eine Vorstufe von Milcheis.

### Neuzeit

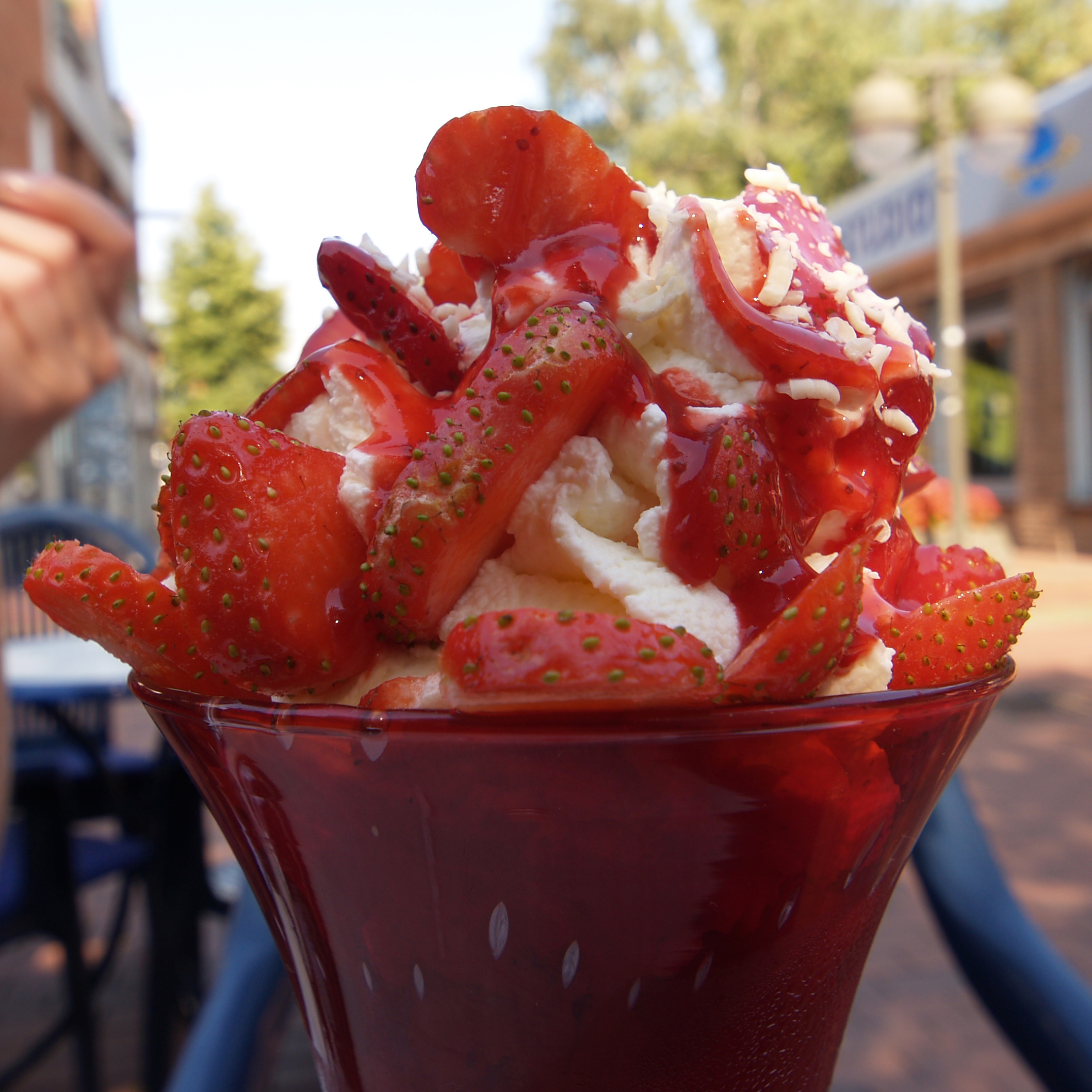
Eisbecher mit Erdbeeren und Schlagsahne

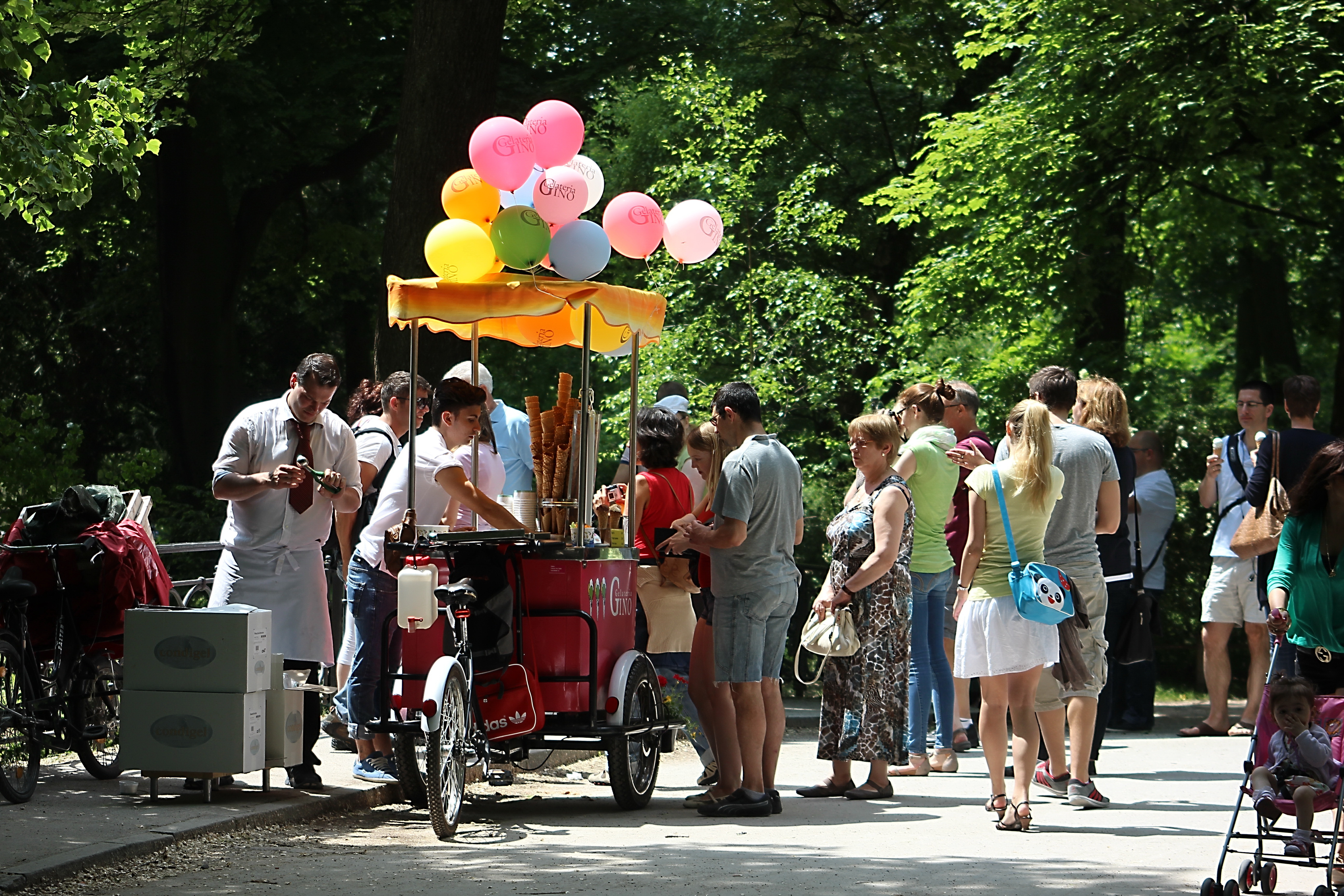
Eisfahrrad im Englischen Garten von München (2013)

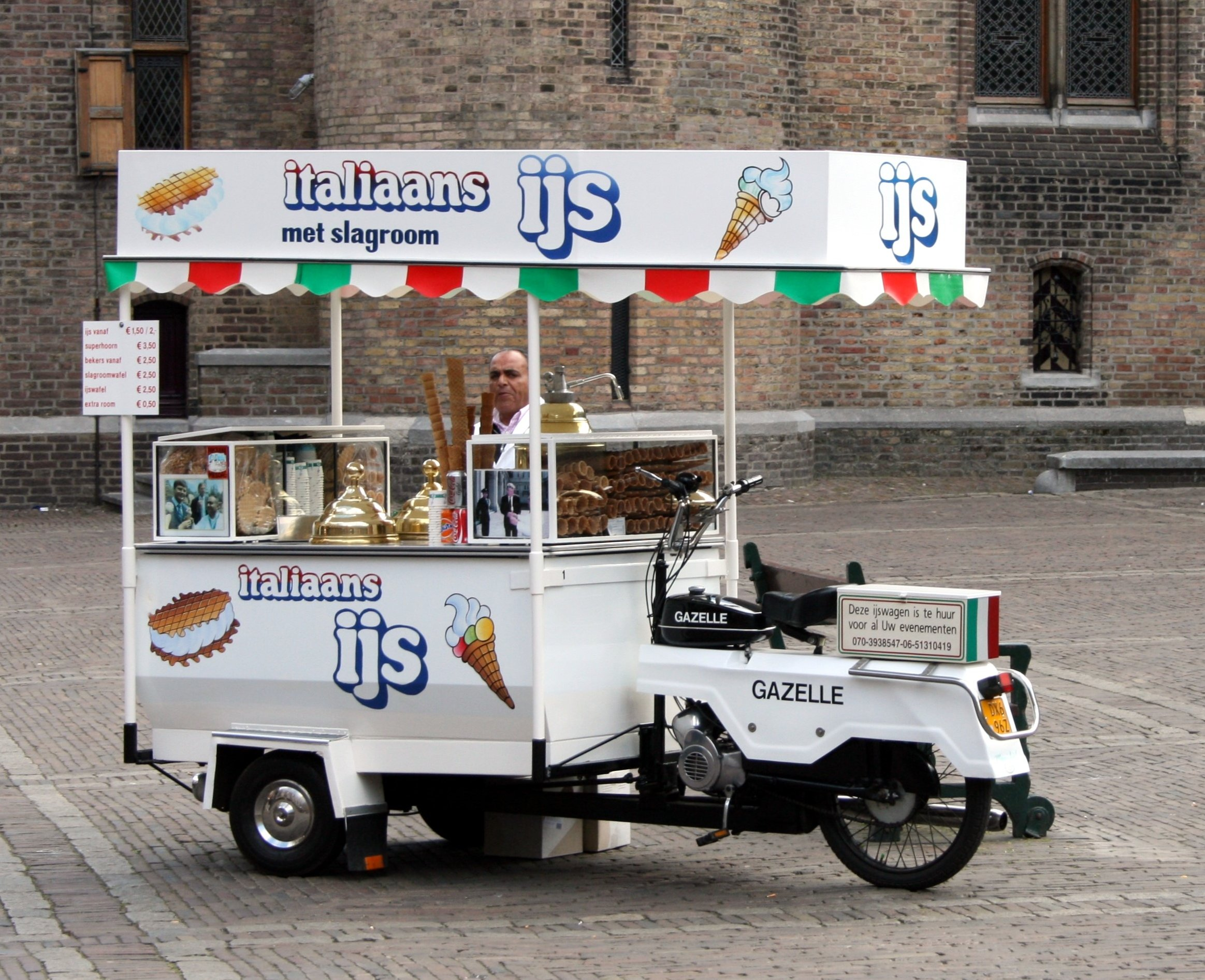
Motordreirad als Verkaufswagen von Speiseeis in Den Haag (2009)

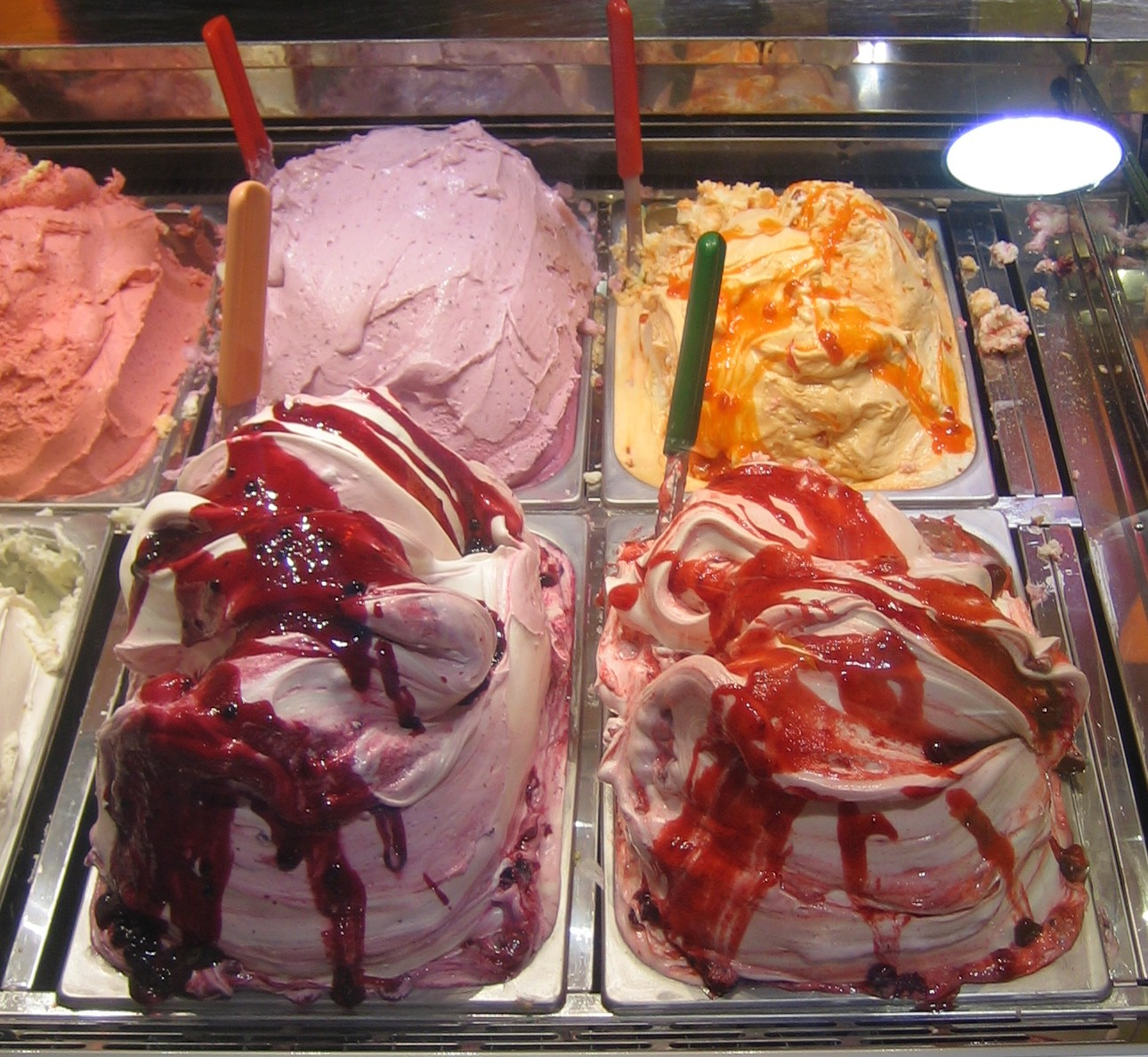
Italienische Eiscreme

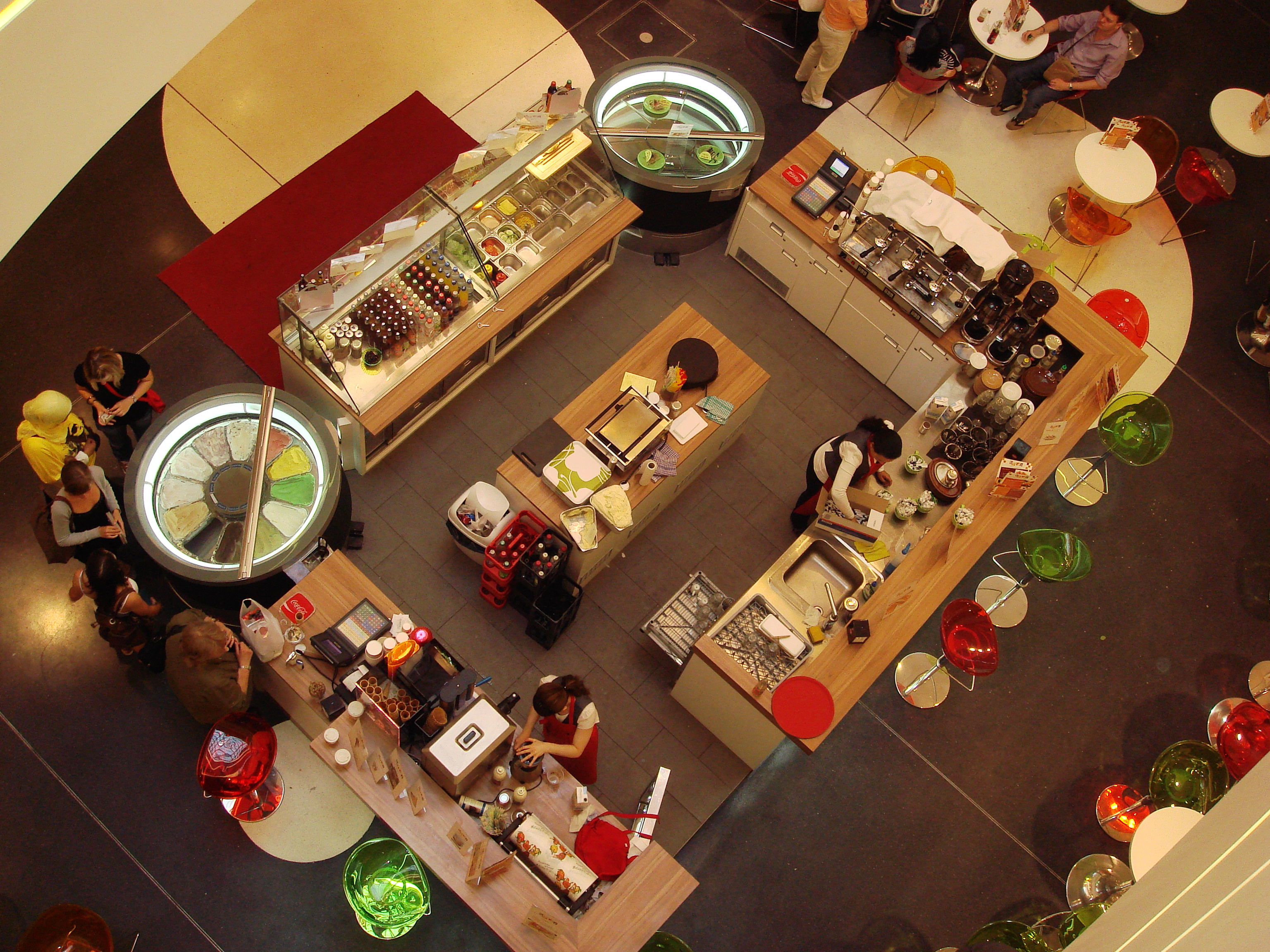
Draufsicht einer Eisdiele in einem Einkaufszentrum (2009)

Rezepte für Eis aus Zucker, Salz, Schnee, Zitronensaft und verschiedenen Früchten oder auch mit Schokolade oder Zimt enthält auch eine italienische Schrift, geschrieben um 1692. 1775 erschien in Neapel das erste Buch, das ausschließlich über die Kunst der Eisbereitung handelt, unter dem Titel De’ sorbetti von Filippo Baldini.
Das erste französische Café, das auch Speiseeis anbot, eröffnete 1686 in Paris der Italiener Francesco Procopio di Cultelli, ein Koch Ludwigs XIV.: das Café Procope. Um 1700 wurde Speiseeis auch in anderen europäischen Kaffeehäusern bekannt. Im 18. Jahrhundert wurde Speiseeis in Frankreich dann auch auf der Straße verkauft. Am Boulevard des Italiens eröffnete ein Neapolitaner das erste richtige Eiscafé. Die erste bekannte Gelateria in den späteren USA gab es 1770 in New York. In Hamburg eröffnete 1799 die vermutlich erste deutsche Eisdiele im Alsterpavillon.
In den USA spielten die ersten Präsidenten eine wichtige Rolle bei der Popularisierung der Eiscreme: George Washington soll in den 1780er Jahren eine Eismaschine für seinen Privathaushalt gekauft haben. Er führte auch das Servieren von Eiscreme bei nachmittäglichen Empfängen ein. Thomas Jefferson lernte Speiseeis als Staatssekretär in Frankreich kennen und ließ nach 1800 Eis bei offiziellen Staatsbanketten im Weißen Haus servieren. Die Ehefrau des vierten Präsidenten James Madison übernahm diese Mode und führte die Eisbombe (bombe glacée) ein.
1843 erfand Nancy Johnson die erste patentierte Eismaschine, die mit einer Handkurbel betrieben wurde und die Eisherstellung stark vereinfachte. Mehr Haushalte als zuvor stellten nun selbst Eis her. Die erste Fabrik für Speiseeis wurde am 15. Juni 1851 in Seven Valleys, Pennsylvania, vom Milchhändler Jacob Fussell aus Baltimore gegründet. Bis zur Erfindung der Kältemaschine durch Carl von Linde 1876 war man allerdings auf Stangeneis aus dem Winter, das in Eiskellern bis zum Sommer aufbewahrt wurde, und Kochsalz für die Kältemischung angewiesen. Lindes Kältemaschine brachte dann die technische Verfügbarkeit von Kälte und verhalf dem Speiseeis zum Durchbruch als Massenware. Die englische Köchin und Erfinderin Agnes Marshall ließ 1885 eine effizientere Maschine für die Herstellung von Speiseeis im Haushalt sowie eine Eiskühltruhe patentieren. Sie veröffentlichte außerdem mehrere Bücher und Artikel über die Eisherstellung und gilt als Pionierin des Gefrierens durch Flüssigstickstoff. 1899 erfand August Gaulin das Verfahren der Homogenisierung für Milchprodukte, durch das die Qualität der Eiscreme verbessert wurde.
Wann die Eiswaffel erfunden wurde, ist unklar, möglicherweise schon vor dem 19. Jahrhundert. Agnes Marshall veröffentlichte 1888 ein Rezept für eine Eiswaffel, die allerdings zum Servieren auf einem Teller gedacht war, nicht als Behälter für den Straßenverkauf. Das Museum of Modern Art hat in seiner Sammlung ein (nachgearbeitetes) Eishörnchen von Italo Marchioni, datiert auf 1896. Das erste bekannte Patent für ein Gerät, das Waffeln mechanisch in Hörnchenform brachte und das Rollen von Hand unnötig machte, erhielt Antonio Valvona 1902 in Manchester.
In Österreich werden als Eiswaffel mit Zitronencreme gefüllte spatelförmige Waffeln der typischen Größe 150 × 25 × 5 mm bezeichnet, die als Dekoration in eine Eisbecherportion gesteckt werden. Auch Hohlhippen, ähnlich lange, mittelbraun gebackene, süße Teigröhrchen werden eingesteckt. Nicht essbar sind aufspannbare Schirmchen aus Holzstäbchen und Papier und ähnlicher Dekor. Eishörnchen werden in Österreich Stanitzel oder germanisiert Eistüten genannt, die es kegelig gewickelt – dunkler, süßer und knuspriger – auch als Cornetto-Tiefkühltruheneis in Alu-Papier gewickelt mit Kartondeckel gibt oder aber als formgepresste Waffel entweder kegelig mit kugeliger Verbreiterung oben oder nur halb so hoch als kegelstumpfförmiger Becher, der auf der waagrechten Vitrinenplatte selbst abgestellt werden kann.
Das Eis zum Mitnehmen geht in Europa offenbar auf italienische Immigranten in Großbritannien zurück, die dort in den Großstädten ab etwa 1870 auf den Straßen Eiscreme an kleinen fahrbaren Ständen verkauften. Sie wurden bald „Hokey-pokey men“ genannt, was auf den italienischen Satz „Gelati, ecco un poco“ („hier ein bisschen Eis“) zurückgehen soll. Sie verkauften das Eis in Pappbechern und Papphörnchen sowie so genannte Penny licks, eine Eiskugel für einen Penny in einem kleinen Glasbehälter, der von den Käufern wieder zurückgegeben wurde.
Das erste Eis am Stiel (Schweiz: Glacestengel bzw. Glacestängeli; Österreich: Eislutscher) wurde 1923 vom US-amerikanischen Limonadenhersteller Frank Epperson patentiert. Erfunden hatte er es nach eigenen Angaben aber bereits zufällig im Jahr 1905, als er ein Glas Limonade mit Löffel versehentlich im Freien stehen ließ – die Limonade gefror über Nacht zu Wassereis. Epperson nannte sein Eis Eppsicle Ice pop, daraus wurde später der Name Popsicle, heute in den USA ein geschützter Markenname für ein bestimmtes Wassereis. Am 9. Oktober 1923 meldete sein Landsmann Harry Burt die Herstellung von am Stiel gefrorenem Vanille-Eis mit Schokoladenüberzug als Patent an.
In den 1920er Jahren öffneten in Deutschland die ersten italienischen Eisdielen. Dies war die erste größere Welle einer durch Ausländer betriebenen Gastronomie (siehe auch Gelatiere). Die industrielle Herstellung von Speiseeis begann in Deutschland Mitte der 1930er Jahre mit den Firmen Langnese (1935) und Schöller (1937).
1934 erfand der Grieche Tom Carvel in den USA das Softeis, erst mit einer aus dem Konditoreiwesen adaptierten Rezeptur und einer speziellen Maschine gelang ihm der Durchbruch mit der Carvel-Eisdielenkette.
Dass die spätere britische Premierministerin Margaret Thatcher Mitglied des Entwicklungsteams aus Chemikern und Lebensmitteltechnikern war, welches das Softeis erfunden haben soll, wie auf zahlreichen Webseiten behauptet, ist ein Mythos.
Seit den 2010er Jahren erreicht man mit Methoden der Molekularküche das Schockfrieren von frischen Zutaten zu Eis. In den letzten Jahren wurden in Eisdielen vermehrt außergewöhnliche Kreationen angeboten, auch mit sauer-salzig-herben Geschmacksnuancen bis zu skurrilen Extravaganzen wie beispielsweise Münchner Weißwursteis mit Senfeis und Biereis.

## Herstellung

### Allgemein

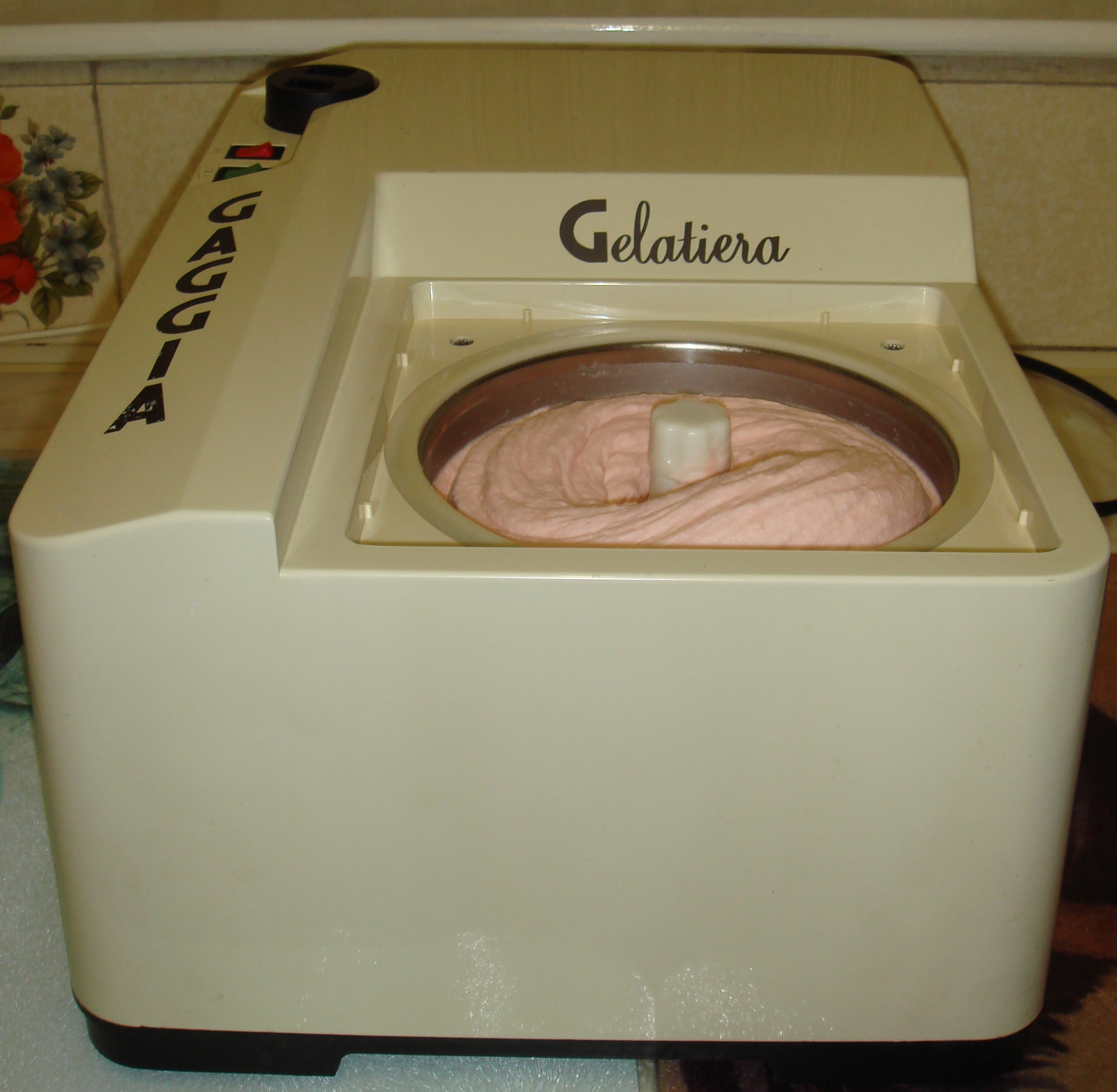
Eine Eismaschine für den Haushalt

Zur Herstellung von Speiseeis werden zuerst die Zutaten vermischt, dann wird die Masse unter ständigem Rühren und Abschaben von der Metallwandung gefroren, wodurch feine Luftbläschen in die Masse gelangen und die Eiskristalle klein bleiben. Einen cremigen Schmelz hat Speiseeis nur, wenn die Kristalle so klein sind, dass sie im Mund nicht fühlbar sind und sich sofort auflösen. Traditionell wurde Speiseeis in einer Metallschüssel gefroren, die sich in einem Behälter mit einer Mischung aus zerstoßenem Wassereis und Kochsalz, der sogenannten Kältemischung, befindet. Durch die unter −10 °C kalte Mischung wird die Eismasse gefroren und kann zugleich gerührt werden. Heute gibt es auch für den Haushalt elektrisch betriebene Eismaschinen, die diese Aufgabe mithilfe vorgefrorener Kühlbehälter oder auch vollautomatisch übernehmen.

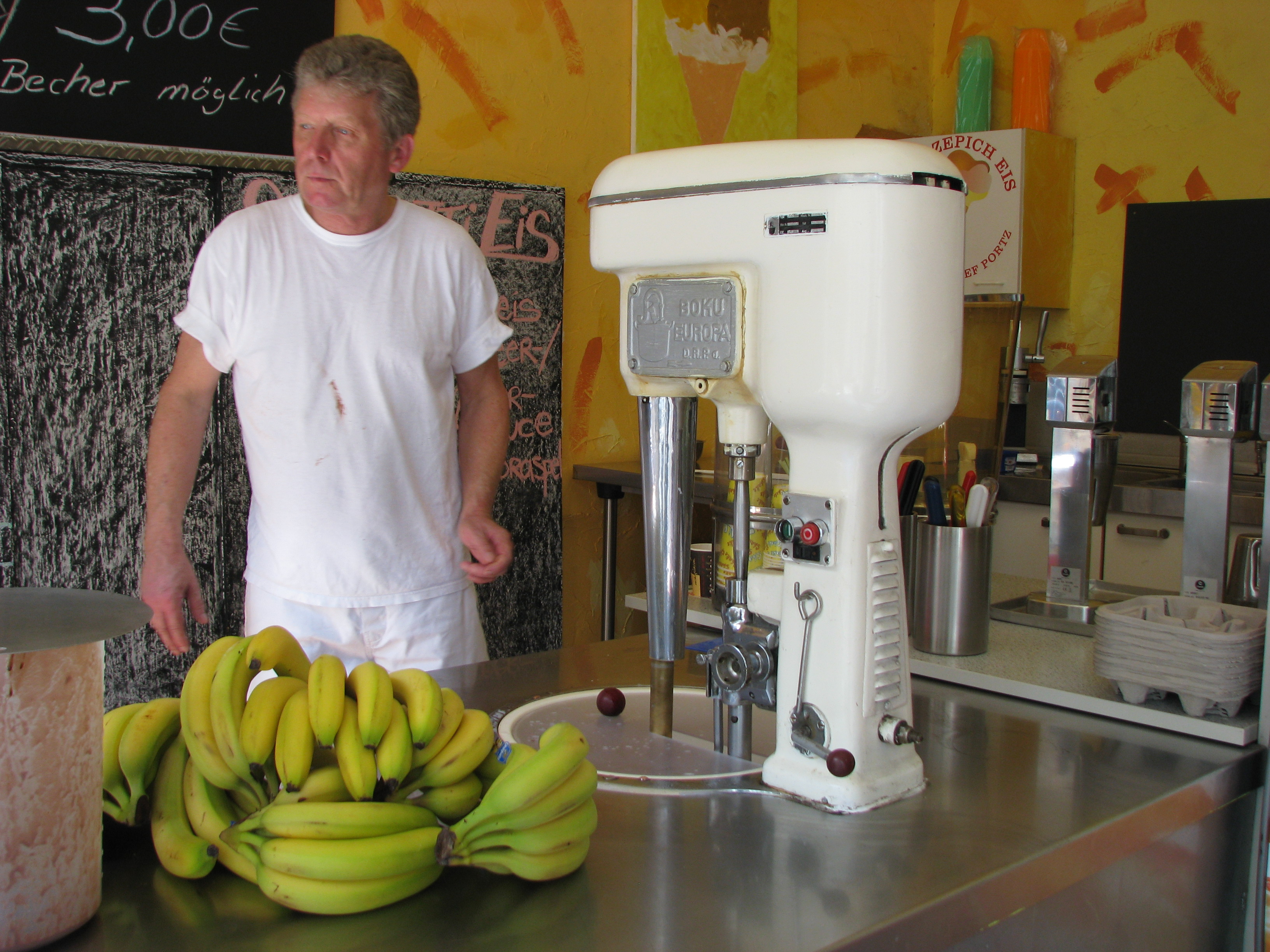
Eismaschine Boku Europa

Bei der gewerblichen und industriellen Produktion wird grundsätzlich ähnlich verfahren; es werden jedoch häufig noch Hilfsstoffe wie Bindemittel, Emulgatoren, Stabilisatoren, pflanzliche Fette sowie Aroma- und Farbstoffe zugesetzt bzw. fertig gemischte Eisgrundmassen aufgeschlagen und gefroren. Als natürlicher Emulgator wird oft das in Eigelb vorkommende Lecitin eingesetzt. Mit seiner Hilfe wird eine feinste Verteilung der Fetttröpfchen im Wasser erreicht und damit ein Aufrahmen, also die Trennung des Fetts vom Wasser, verhindert.
Als Zusatzstoff für die industrielle Speiseeisherstellung werden Carboxymethylcellulosen (CMC – E-Nummer E 466) verwendet. Natrium-Carboxymethylcellulose ist ohne Höchstmengenbeschränkung (quantum satis) für Lebensmittel allgemein zugelassen. Obwohl eine ähnliche Substanz (Methylcellulose = Tylose, E 461) ursprünglich als Tapetenkleister erfunden wurde und weiterhin als Basis zur Herstellung von Tapetenleim Verwendung findet, gibt es keinen Grund, CMC nicht als Zusatzstoff zu verwenden, da sie als unbedenklich für die menschliche Gesundheit gilt. Allerdings wird CMC zum Teil aus gentechnisch veränderter Baumwolle hergestellt. CMC dient bei der Speiseeisherstellung (bzw. allgemein in der Lebensmitteltechnik) zur Konsistenzoptimierung, die Eiskristallbildung wird vermindert, wodurch eine weiche, cremige Konsistenz entsteht. CMC wird nicht verdaut und unverändert wieder ausgeschieden. Der Genuss größerer Mengen kann abführend wirken.
Nach Agnes Marshalls Entdeckung der Speiseeisherstellung mit flüssigem Stickstoff wurde diese Methode von der Molekulargastronomie wieder populär gemacht: Wird der Eismasse unter leichtem Umrühren etwa ein Drittel ihres Volumens an flüssigem Stickstoff hinzugefügt, beginnt der Stickstoff zu kochen, während gleichzeitig die Eismasse gefriert. Nach etwa einer Minute ist das Eis fertig. Durch das schlagartige Einfrieren können sich keine großen, störenden Eiskristalle bilden.

### Hygienische Aspekte
Da Speiseeis im Wesentlichen aus rohen und teilweise pürierten Zutaten besteht sowie durch das Aufschlagen eine große Oberfläche besitzt, stellt es einen guten Nährboden für Bakterien dar, die möglicherweise schon in den Zutaten vorhanden waren oder bei der Herstellung in die Eismasse gelangt sind. Während die Eismasse gefroren ist, können sie sich zwar nicht vermehren, sterben aber auch nicht ab. In geschmolzenem Speiseeis (an der Oberfläche aufgeschmolzen) dagegen kann die Vermehrung sehr schnell stattfinden. Wird das geschmolzene Eis erneut gefroren, nimmt die Belastung weiter zu. Bei industriell und gewerblich hergestelltem Speiseeis werden die Zutaten vor dem Einfrieren pasteurisiert.
Problematisch in hygienischer Hinsicht war Softeis in den 1970er und 1980er Jahren: Zum einen fand ein wahrer Softeis-Boom statt, mit dem sehr viele unerfahrene Unternehmer „schnelles Geld“ verdienen wollten und sich nicht ausreichend mit hygienischen Vorschriften beschäftigten. Zum anderen wurde Speiseeis noch mit rohen Eiern hergestellt. Durch diese Kombination kam es dann häufiger zu Infektionen, insbesondere mit coliformen Keimen und Salmonellen.
Heutzutage enthält Softeis kein Ei mehr, und die professionellen Softeismaschinen pasteurisieren den Softeismix. Eismaschinen, die mit einer in sich geschlossenen Gefriertechnik arbeiten, dazu gehören Softeismaschinen, sind bei richtiger Anwendung sicher, denn Verunreinigungen entstehen in den meisten Fällen am offenen Eis.
Eine weitere Quelle für Bakterien stellt das Wasser dar, in das der Eisportionierer getaucht wird, um ihn zu erwärmen bzw. zu benetzen. Bei modernen Anlagen wird daher eine Dusche verwendet, die mittels eines Tasters Wasser mit Druck über beide Seiten des Portionierers spült. Problematisch sind somit nur Wasserbehälter, deren mit Eisresten verunreinigte Flüssigkeit zu warm und nicht gewechselt wird.
Die hygienischen Nachteile des Antauens an der Oberfläche werden reduziert, wenn das Speiseeis für die Konsumenten unsichtbar in einem Speiseeisbehälter in einer gekühlten zylindrischen Röhre aufbewahrt wird, mit einer Eisenstange (mit Spatel an der Spitze) herausgeschabt und damit auf die Eistüte aufgebracht wird, wie das in einigen traditionellen Eisdielen Italiens oder früher bei Fahrverkäufern noch üblich ist/war.

## Eissorten

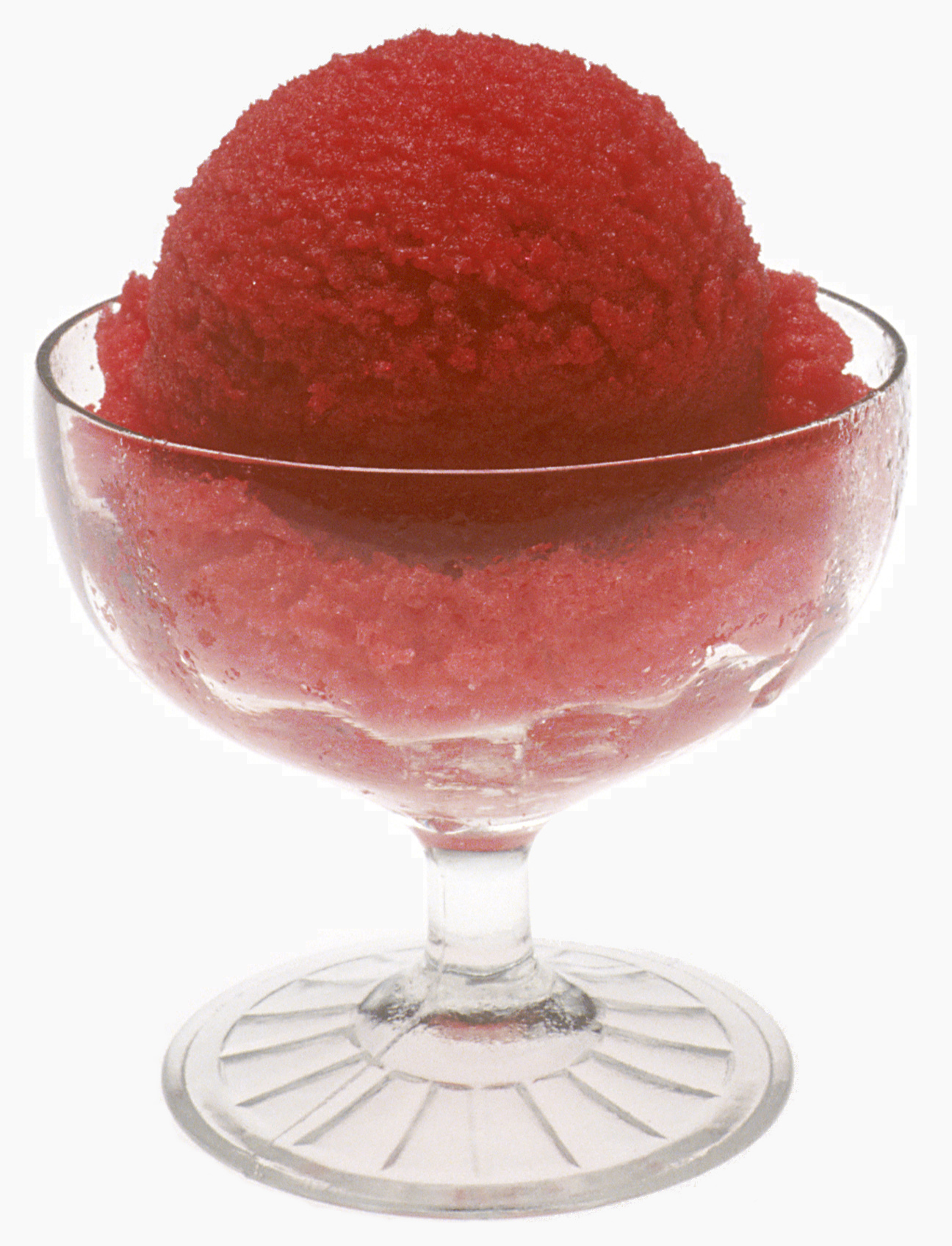
Himbeersorbet

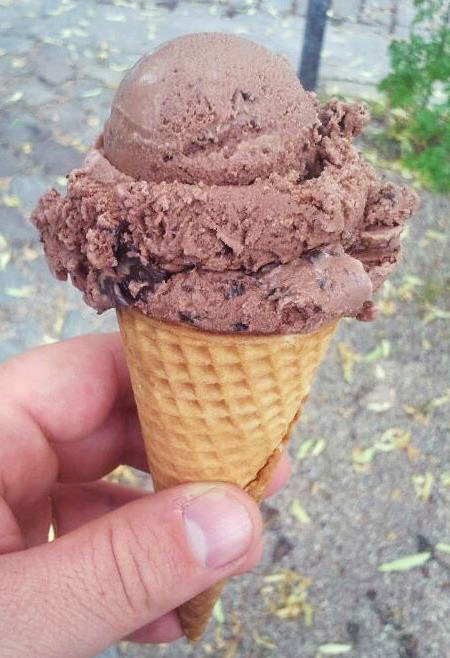
Eistüte mit Schokoladeneis

Nach Grundzutaten und Zubereitungsart werden mehrere Eissorten unterschieden:
- Cremeeis (auch Kremeis) oder Eiercremeeis wird aus mindestens 50 % Milch hergestellt, Wasser wird bei der Herstellung nicht verwendet. Auf 1 l Milch enthält der Eismix mindestens 270 g Vollei oder 90 g Eigelb.
- Eiscreme besteht aus mindestens 10 % Milchfett und wird vorrangig industriell hergestellt.
- Fruchteis enthält mindestens 20 % Früchte. Wird Fruchteis aus Zitrusfrüchten und anderen sauren Früchten mit einem Zitronensäuregehalt von mindestens 2,5 % hergestellt, beträgt der Fruchtanteil mindestens 10 %, zum Beispiel: Zitronen, Orangen und Maracujas.
- Fruchteiscreme besteht aus mindestens 8 % Milchfett und hat einen deutlich wahrnehmbaren Fruchtgeschmack. Auch dieses Speiseeis wird vorrangig industriell hergestellt.
- Halbgefrorenes
- Milcheis besteht im Wesentlichen aus Milch (mindestens zu 70 %), die mit Zuckersirup gesüßt und mit Fruchtmark oder anderen Zutaten aromatisiert wurde. Das heute übliche Speiseeis ist meist Milcheis.
- Sahneeis (auch Rahmeis) hat einen Milchfettanteil von mindestens 18 Prozent aus der verwendeten Sahne (Rahm) (geschlagene oder flüssige Sahne), die in der Eismaschine beim Gefrieren aufgeschlagen wird, teilweise auch mit Eigelb. Durch seinen hohen Fettgehalt ist es besonders cremig und aromatisch. Es kann als Grundlage für die gleichen Geschmacksrichtungen wie bei Milcheis verwendet werden. Zudem werden Sahneeis und Parfait für Eistorten und Eisbomben verwendet, zum Beispiel bei der Fürst-Pückler-Torte.
- Softeis ist keine eigenständige Speiseeissorte nach der Speiseeisverordnung, sondern eine Zubereitungsmethode, bei der Eismasse aufgeschäumt und gleichzeitig gefroren wird.
- Cremiges Eis kann auch mit pflanzlichen Milchalternativen hergestellt werden, z. B. mit Sojamilch, Mandelmilch, Reismilch oder Lupinenmilch. Zusammen mit (gefrorenen) Bananen und anderen Obstsorten kann in einem Standmixer oder in einer Saftpresse Eiscreme hergestellt werden, die als Nicecream bezeichnet wird.[34]
- Sorbet (auch Frucht-Sorbet) ist ein Eisgetränk bzw. dünnflüssiges Eis aus stark gesüßtem Fruchtsaft, Süßwein oder Spirituosen und je nach Rezept Eischnee, Schlagsahne oder Meringuemasse. Die Zubereitung ist teilweise durch gesetzliche Vorschriften reglementiert.[35][36]
- Wassereis besteht hauptsächlich aus gefrorenem Wasser und Zucker, hat maximal 3 % Fett und einen Trockenmassegehalt aus süßenden und/oder weiteren geschmackgebenden Zutaten von mindestens 12 Prozent. Wassereis wird vorrangig in der Industrie hergestellt.

### Geschmackssorten und Marktanteile

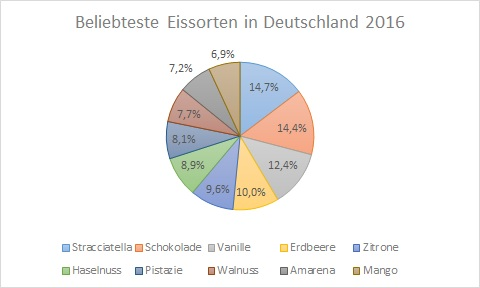
Die beliebtesten Speiseeissorten in Deutschland 2016

### Eisspezialitäten
Neben den verschiedenen einzelnen Eissorten gibt es auch etablierte Eisspeisen:
- Bananensplit, zwei mit Eis, Sahne und Schokoladensoße dekorierte längsgespaltene Bananenhälften
- Birne Helene, pochierte Birne auf Vanilleeis mit Schokoladensoße
- Cassata, Vanille-, Himbeer- und Schokoladeneis mit kandierten Früchten
- Coupe Dänemark, Vanilleeis in einem hohen Glas mit Schokoladensauce übergossen
- Eisbombe, eine halbkugelförmige Eistorte, der Cassata nachempfunden
- Eiskaffee und Eisschokolade
- Fürst-Pückler-Eis, drei Schichten aus Vanille-, Erdbeer- und Schokoladeneis (auch Neapolitanische Schnitte)
- Eisparfait, halb gefrorene Eismasse
- Pfirsich Melba, pochierter Pfirsich auf Vanilleeis mit Himbeerpüree und Schlagsahne
- Schwedeneisbecher, Vanilleeis mit Apfelmus, Eierlikör und Schlagsahne; noch heute beliebte Eiskreation aus der DDR
- Spaghettieis, durch eine Presse zu „Spaghetti“ geformtes Vanilleeis mit Erdbeersoße und Raspeln aus weißer Schokolade auf Schlagsahne
- Stracciatella (von italienisch stracciato: zerrissen, zerfetzt), mit geraspelter Schokolade
- Tartufo, Vanilleeis mit bitterer Schokoladensoße gefüllt und von Schokoladeneis umhüllt
- Veilcheneis, österreichische Spezialität aus dem 19. Jahrhundert
- Eismarillenknödel, bei denen der Teig aus Speiseeis nachgeahmt wird
- Überbackenes Eis, auch Eissoufflé oder Omelette surprise genannt, Speiseeis, das mit Soufflémasse überzogen und gratiniert wurde
- Spanische Windtorte

### Dekoration
Zur Deko zählen Eispalmen, Eisschirmchen, Dekorosetten, Dekopicker und Waffeln, zum Beispiel Mandelfächer.
Eine Eisspezialität ist auch das Krokanteis, bei dem die Eiskugel einer Eistüte zuerst in geschmolzene Kuvertüre und dann in Krokant oder bunte Zuckerstreusel getaucht wird, was nunmehr bei industriell hergestelltem Speiseeis aus der Tüte oder vom Stiel mit kakaohaltiger Fettglasur imitiert wird.

### Industrielle Produkte
- Eisriegel
- Eispralinen

Spezielle Markennamen im deutschsprachigen Raum sind bzw. waren:
- Brauner Bär (Speiseeis), Langnese
- Brickerl 1973–2025, Eskimo, Vanille mit Schokofettglasur[37]
- Bum Bum (Speiseeis), Nestlé Schöller
- Calippo, Langnese
- Cuja Mara Split, Langnese
- Dolomiti, Langnese
- Ed von Schleck, Langnese / Paiper, Eskimo (Österreich), zylindrisch in Plastikrohr, mit Plastikstab per Kolben nach oben herausschiebbar
- Flutschfinger, Langnese
- Grünofant, Langnese
- Plombir, Eisprom
- Hexenkerze, DDR-Produkt
- Hexenkuss, DDR-Produkt
- Magnum (Speiseeis), Stieleis mit Schokoladenüberzug Langnese, Eskimo (Österreich)
- Nogger, Stieleis mit Fettglasurüberzug von Langnese
- Cornetto, in einer kegeligen Waffeltüte, obern garniert, eingewickelt in Alu-Papier, mit Kartondeckel, Langnese / Eskimo (Österreich)
- Tschisi, Vanilleeis, das in der Form einem Stück Käse ähnelt. Eskimo (Österreich)

## Wirtschaft

### Der Markt für Speiseeis
Der Eismarkt ist eine Sparte der Lebensmittelherstellung und -handels, in dem weltweit Milliardensummen umgesetzt werden. In der EU werden jährlich 3 Milliarden Liter Speiseeis hergestellt, davon 600 Millionen Liter in Deutschland, dem größten EU-Herstellerland.

#### Deutschland
Der Gesamtabsatz an industriellem Markeneis betrug 2003 in Deutschland 587 Mio. Liter. Der Umsatz betrug 2,03 Mrd. Euro.
2016 betrug der Absatz im Eismarkt für industriell hergestellte Produkte insgesamt ca. 529,3 Mio. Liter (2012: 505,7 Mio.):
- davon 241,1 Mio. Liter Haushaltspackungen (in der Regel ab 300 ml)
- davon 222,5 Mio. Liter Multipacks
- davon 35,3 Mio. Liter Impulseis (Kleinverpackungen)
- davon 30,4 Mio. Liter Großverbrauchersortiment

Von Fast-Food-Ketten und Automaten werden zudem rund 20 Mio. Liter an Softeis abgesetzt.
Es gibt etwa 4.000 Eisdielen oder Eiscafés in Deutschland. In ihnen und in anderen Gastronomiebetrieben wurden 2012 insgesamt etwa 107 Mio. Liter handwerklich/gewerblich hergestellt (17 % Marktanteil). 2016 produzierten die deutschen Eisdielen 106 Mio. Liter (16,3 % Marktanteil).
Im Jahrhundertsommer 2003 betrug der Pro-Kopf-Verbrauch an Speiseeis in Deutschland 8,7 Liter, 2007 waren es 8,1 Liter und 2012 rund 7,7 Liter. 2016 blieb der deutsche Pro-Kopf-Verbrauch stabil bei 7,9 Liter.

#### Österreich
Der Umsatz der Branche betrug 2008 rund 318 Mio. €, bei etwa 30 Mrd. € Umsatz des Groß- und Einzelhandels im Lebensmittelsektor, also etwa 1 %.

#### USA
In den USA lag der Pro-Kopf-Verbrauch 2006 bei etwa 13 Liter, mit einer Gesamtproduktion von etwa 7 Mrd. Liter und einem Umsatz von 23 Mrd. US$.
Eissalons sind in den USA selten; Detailhandel findet statt in Convenience Shops 11,4 %; Drug Stores 0,2 %. 80 % der Verkäufe im Supermarkt im Jahr 2001 machten half-gallon containers (etwa 2-Liter-Packungen) aus.

### Speiseeishersteller und Berufsvertretungen
Zu den weltweit wichtigsten Produzenten gehören Unilever (Langnese/Eskimo/Lusso) und Nestlé (etwa Schöllereis/Mövenpick).
Wichtige internationale Interessensvertretungen sind die International Ice Cream Association (IFDA) und die International Association of Ice Cream Vendors (IAICV), beide mit Schwerpunkt USA.

### Berufsbildung
In Deutschland gab es von 2008 bis 2014 den eigenständigen Beruf des Speiseeisherstellers auf Grundlage einer zweijährigen Berufsausbildung, der vom dreijährigen Ausbildungsberuf Fachkraft für Speiseeis abgelöst wurde. Diese Berufsausbildung wurde Ende Juli 2019 eingestellt.
In Südtirol ist Speiseeishersteller/in offizielle Berufsbezeichnung. In Österreich heißt der Beruf SpeiseeiserzeugerIn, in der Schweiz gehört die Speiseeisherstellung zum Berufsbild des Pâtissier (Grundberuf Koch/Köchin oder Konditor/Confiseur). Letzteres ist auch die übliche Bezeichnung als Funktion im Gastgewerbe und in der Küchenbrigade der Hotellerie.

## Rechtliches

### Lebensmittelrecht in Deutschland

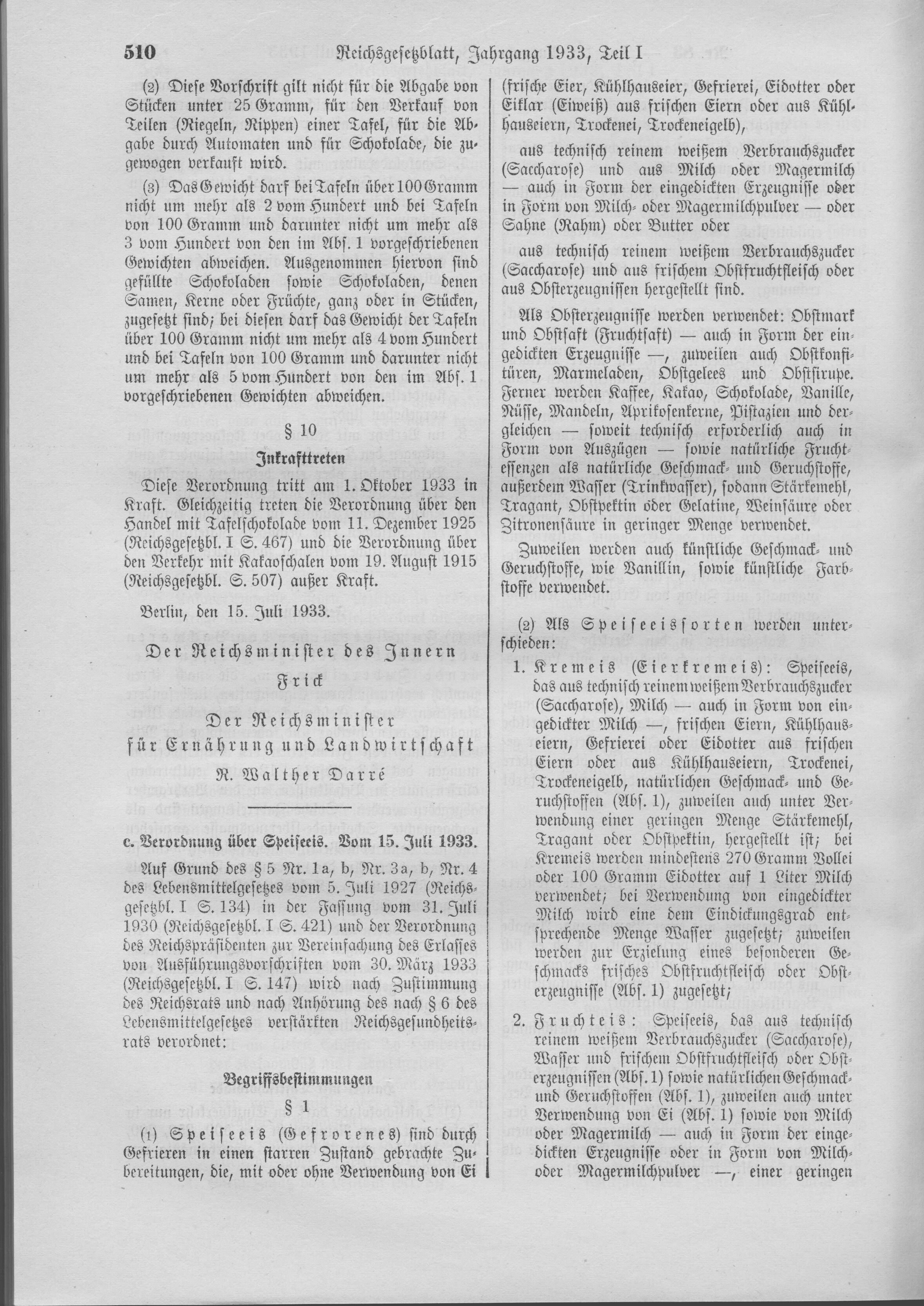
Verordnung über Speiseeis vom 15. Juli 1933

In Deutschland wurden die Bezeichnungen für Speiseeissorten und Mindestanforderungen für deren Zusammensetzung sowie erlaubte Zutaten durch die – so nicht mehr gültigen – Verordnung über Speiseeis und die Lebensmittelkennzeichnungsverordnung von 1933 gesetzlich festgelegt. Seit 1998 ist in Anpassung an EU-Recht die Verwendung aller Zutaten, die allgemein für Lebensmittel erlaubt sind, auch im Speiseeis zugelassen. Die Verordnung von 1933 wurde jedoch inhaltlich im Wesentlichen in die Leitsätze für Speiseeis des Deutschen Lebensmittelbuchs übernommen. Demnach sind Speiseeissorten (hier vereinfacht) so definiert:
Kremeis, Cremeeis
mindestens 50 % Milch und auf einen Liter Milch mindestens 270 g Vollei oder 90 g Eigelb. Es enthält kein zusätzliches Wasser.
Rahmeis, Sahneeis
mindestens 18 % Milchfett aus der bei der Herstellung verwendeten Sahne (Rahm)
Milcheis
mindestens 70 % Milch
Eiskrem, Eiscreme
mindestens 10 % Milchfett (inkl. Sahne, Butter, Milchpulver)
Fruchteiskrem, Fruchteiscreme
mindestens 8 % Milchfett und deutlich wahrnehmbarer Fruchtgeschmack aus der Frucht/den Früchten
„...-Eis“ aus Milch und/oder Milcherzeugnissen
mindestens 6,5 % fettfreie Milchtrockenmasse, wobei die namensgebende Milchzutat überwiegen und wahrnehmbar sein muss (z. B. Quarkeis). Der Anteil an fermentierten Milchprodukten beträgt mehr als 35 %.
Parfait, Halbgefrorenes
aus Sahne und Ei getrennt aufgeschlagen, mit weiteren Zutaten gefroren
(Frucht)-Sorbet
Frucht- bzw. Gemüseanteil mindestens 25 %, bei Zitrusfrüchten und Fruchtsorten mit besonders intensivem Geschmack mindestens 15 %, bei intensiven Gemüsesorten mindestens 10 %. Milch oder Milchbestandteile werden nicht verwendet.
Fruchteis
Fruchtanteil mindestens 20 %, bei Zitrusfrüchten mindestens 10 %.
Wassereis
enthält hauptsächlich Wasser, Zucker sowie geschmackgebende und färbende Zutaten.
Eis
mit pflanzlichem Fett hergestellt (veganer Milchersatz) sowie für jedes Speiseeis, das in keine der vorgenannten Kategorien fällt.
Für Speiseeis mit Vanille, Schokolade, Nüssen, Stracciatella sowie Fürst Pückler Eis gelten weitere Vorgaben.

### Österreichischer Lebensmittelkodex
In Österreich dokumentiert der Codex Alimentarius Austriacus, der auf das Jahr 1891 zurückgeht, die allgemeine Verkehrsauffassung über die Beschaffenheit von Lebensmitteln. Dieses Österreichische Lebensmittelbuch selbst ist keine Rechtsvorschrift im engeren Sinn, sondern im § 76 und folgende des Lebensmittelsicherheits- und Verbraucherschutzgesetz verankert und wird durch das Bundesministerium für Gesundheit, Familie und Jugend herausgegeben.
Speiseeis ist im Codexkapitel B2 Speiseeis (Gefrorenes) beschrieben (hier vereinfacht):
Fruchteis
Fruchtanteil (Fruchtsaft, -fleisch, -mark) mindestens 20 % (Soft-Eis 15 % Fruchtanteil)
Nusseis
Haselnüsse bzw. Mandeln bzw. Walnüsse mindestens 40 g auf 1 Liter Grundmasse
Oberseiscreme
(auch: Oberscremeeis): mindestens 15 % Milchfett
(Milch-)Eiscreme
(auch: Cremeeis): mindestens 10 % Milchfett
Vollmilcheis
mindestens 2,1 % Milchfett, das entspricht 60 % Vollmilch
Magermilcheis
mindestens 60 % Magermilch
Topfeneis
Topfenanteil mindestens 20 %, Vollmilch mindestens 40 %
Magertopfeneis
Magertopfenanteil mindestens 20 %, Magermilchanteil mindestens 40 %
Málaga-Eis
mindestens 50 ml Málaga-Wein oder anderen geeigneten Wein in 1 Liter Speiseeisansatz
Kunstspeiseeis
Aroma aus naturidenten Aromastoffen zugesetzt

### Lebensmittelrecht in der Schweiz
Milcheis
Milchfettgehalt von mindestens 3 %
Rahmeis
Milchfettgehalt von mindestens 6 %
Doppelrahmeis
Milchfettgehalt von mindestens 12 %
Sorbet
Fruchtanteil von mind. 20 % außer Zitronen mind. 6 %, Zitrusfrüchte ohne Zitronen mind. 10 %
Wassereis
Gesamtfett maximal 3 %
Glace
Gesamtfett maximal 3 %